# 勒默内
勒默内（法語：Le Mené，法語發音：[lə məne]）是法国阿摩尔滨海省的一个市镇，位于该省东北部，属于圣布里厄区。

## 地名
“默内”（Mené）来自布列塔尼语“menez”，意为“山”，也是其所处的一个地区之名称（该地区亦称“默内山” (Monts du Mené) 或“默内地区” (Pays du Mené)）。“勒”（Le）是法语定冠词。

## 历史
勒默内成立于2016年1月1日，由以下7个市镇合并而来：
- 科利内（Collinée）
- 勒古赖（Le Gouray）
- 朗古尔拉（Langourla）
- 普莱萨拉（Plessala）
- 圣吉勒迪默内（Saint-Gilles-du-Mené）
- 圣古埃诺（Saint-Gouéno）
- 圣雅屈迪默内（Saint-Jacut-du-Mené）

其中政府驻地为科利内。

## 地理
勒默内（48°17'45.96"N, 2°31'16.98"W）面积163.23 平方千米，位于法国布列塔尼大區阿摩尔滨海省，该省份为法国西北部沿海省份，位于布列塔尼半岛北部，北濒大西洋英吉利海峡，西接菲尼斯泰尔省，南至莫尔比昂省，东临伊勒-维莱讷省。
与勒默内接壤的市镇（或旧市镇、城区）包括：特雷布里、圣格朗、庞吉利、普莱内瑞贡、鲁亚克、埃雷阿克、梅里亚克、圣弗朗、洛尔南、普莱梅、拉莫特、普卢格纳-朗加、普莱米、特雷达涅勒。
勒默内的时区为UTC+01:00、UTC+02:00（夏令时）。

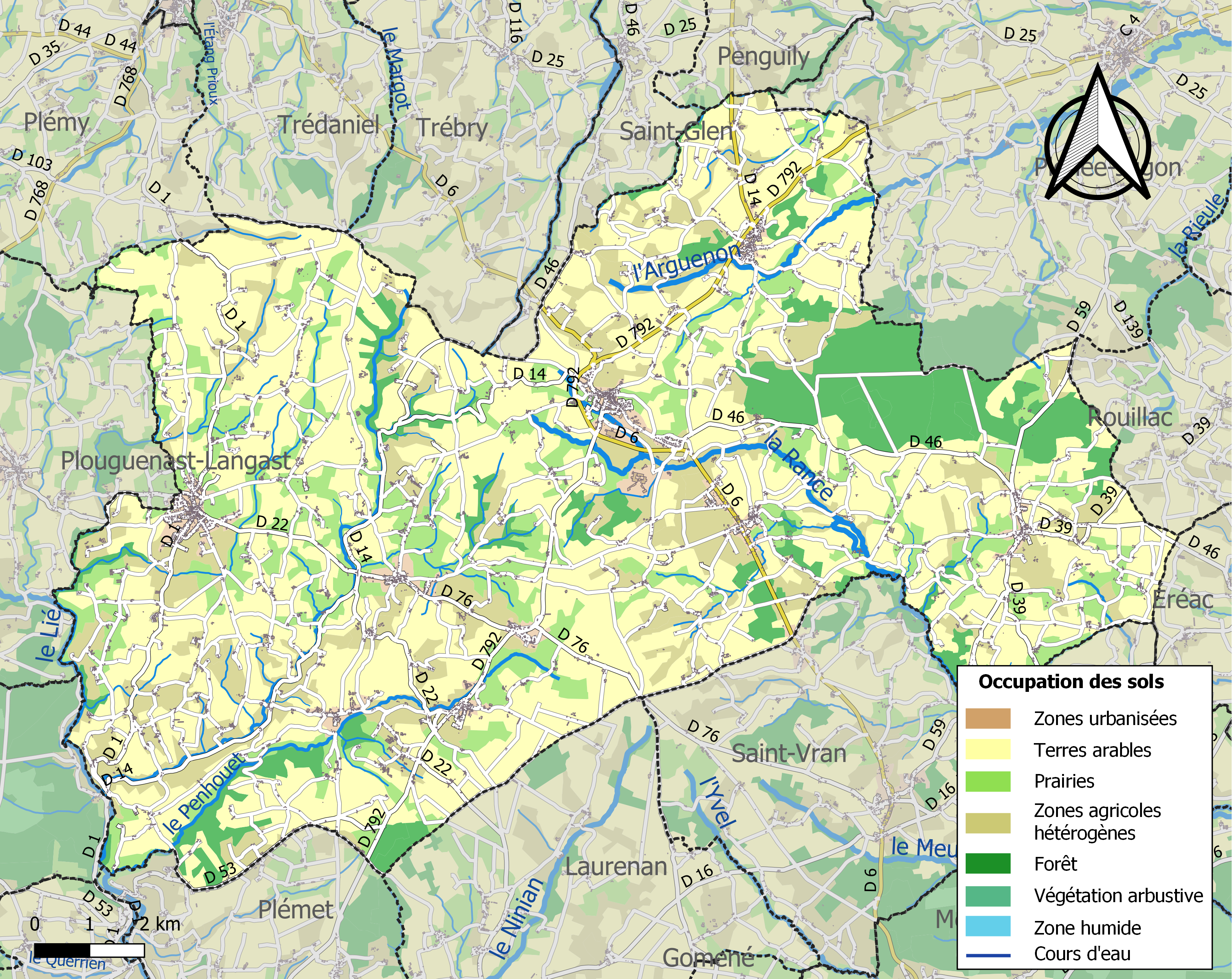
勒默内的OSM定位图

## 行政
勒默内的邮政编码为22330，INSEE市镇编码为22046。

## 政治
勒默内所属的省级选区为普莱内瑞贡县。

## 人口
勒默内于2022年1月1日时的人口数量为6420人。